# Търсачка
Търсачка или търсеща машина (на английски: Web search engine) е специализиран софтуер за извличане на информация, съхранена в компютърна система или мрежа. Това може да е компютър, интернет, корпоративна мрежа и т.н. Без допълнителни уточнения, най-често под търсачка се разбира уеб търсачка, която търси в интернет. Други видове търсачки са корпоративните търсачки, които търсят в интранет мрежите, личните търсачки – за индивидуалните компютри и мобилните търсачки.
В търсачката потребителят (търсещият) прави запитване за съдържание, отговарящо на определен критерий (обикновено такъв, който съдържа определени думи и фрази). В резултат се получава списък от точки, които отговарят, пълно или частично, на този критерий. Търсачките обикновено използват редовно подновявани индекси, за да работят бързо и ефикасно.
Някои търсачки също търсят в информацията, която е на разположение в нюзгрупите и други големи бази данни. За разлика от уеб директориите, които се поддържат от хора редактори, търсачките работят алгоритмично. Повечето интернет търсачки са притежавани от различни корпорации.

## История
Първата търсачка е наречена Archie search engine (умалително на английското archive, архив). Тя е разработена през 1990 г. от Алън Емтидж (Alan Emtage), студент в Университета „Макгил“ в Монреал. Търсачката търси файлове на FTP сървъри (по това време FTP e основният протокол за пренос на файлове в интернет).
Докато Archie индексирала компютърни файлове, търсачката Gopher индексирала прости документи. Gopher е създадена от Марк МакКахил (Mark McCahill) през 1991 г. в университета на Минесота и е кръстена на университетския талисман.
Първата истинска уеб търсачка е Wandex, вече нефункциониращ справочник, съставен от уеб бот, направена от Матю Грей от MIT през 1993 г. Много скоро след това се появяват редица търсачки и получават популярност. Например Excite, Infoseek, Inktomi, Northern Light и AltaVista. По някакъв начин те се интегрират или се свързват днес с Yahoo.

### Google
Към 2012 г. безспорен лидер при търсачките е Google. Търсачката е създадена през 1996 г. от Лари Пейдж. Към него впоследствие се присъединява Сергей Брин. Google придобива известност чак през 2001 г.

### AltaVista
Създадена е през 1995 година от DEC. Най-популярната търсачка преди разрастването на Google.

### Yahoo!
Двамата основатели на Yahoo!, Дейвид Фило и Джери Янг, докторанти по електроинженерство в Станфорд, започват своя университетски проект през февруари 1994 г., като търсят начин да направят някакъв списък от своите лични интереси в интернет. Преди това те прекарвали повече време върху своите домашно приготвени листове от любими линкове (Favourites), отколкото върху своите докторски дисертации. Накрая листовете на Джери и Дейвид станали толкова дълги и объркани, че те ги разделили на категории. Когато самите категории станали прекалено пълни, те направили подкатегории, и така се ражда концепцията за Yahoo!. През 2002 Yahoo! закупува Inktomi, а през 2003 – Overture, която вече притежава Alltheweb и AltaVista. Междувременно Yahoo! ползва машината за търсене на Google вместо своята собствена, но през 2004 г. Yahoo! успява да създаде собствена търсачка.

### Alexa
Alexa Архив на оригинала от 2009-08-09 в Wayback Machine. е основана през 1996 г. През 1998 г. е интегрирана в най-популярния тогава браузър Netscape Navigator, а през 1999 г. – в Internet Explorer на Microsoft.

### Microsoft
Най-новата му основна търсачка е MSN, като преди това разчита на други списъци на търсачки. През 2004 г. дебютира с бета версия на резултатите на собствен робот, наречен MSNBot. И през 2005 г. започва да показва директно резултатите. Това естествено бива забелязано от някои случайни посетители, които се изненадват откъде идват тези резултати. През 2006 г. Microsoft започва да мигрира към новата платформа за търсене Microsoft Live Search, а през 2009 г. създава нов продукт – Bing.

### Ask.com
През февруари 2006 г. търсачката Ask Jeeves („Попитай Джийвз“, наречена така по едноименното произведение на П. Г. Удхаус) е обновена и преименувана на Ask.com. Забележителното лого с иконома, носещ поднос, е махнато, и се появява нов характерен дизайн. На търсачката все още могат да се задават директни въпроси.